# 章克申 (伊利諾伊州)
章克申（英語：Junction）是位於美國伊利諾伊州加拉廷縣的一個村落。

## 地理
章克申的座標為37°43′22″N 88°14′17″W / 37.72278°N 88.23806°W，而該地最高點為海拔高度126米（即413英尺）。

## 人口
根據2010年美國人口普查的數據，章克申的面積為2.28平方千米，當中陸地面積為2.27平方千米，而水域面積為0.01平方千米。當地共有人口129人，而人口密度為每平方千米56人。